# Hipparion
Hipparion (do diminutivo latinizado do grego ἵππος:   ἱππάριον cavalinho; em português, hipário) é um género extinto de cavalo que viveu nos campos da Europa, Ásia, América do Norte e África durante o Mioceno até o fim do Plioceno. O seu habitat seriam áreas com vegetação arbustiva, pradarias e estepes.

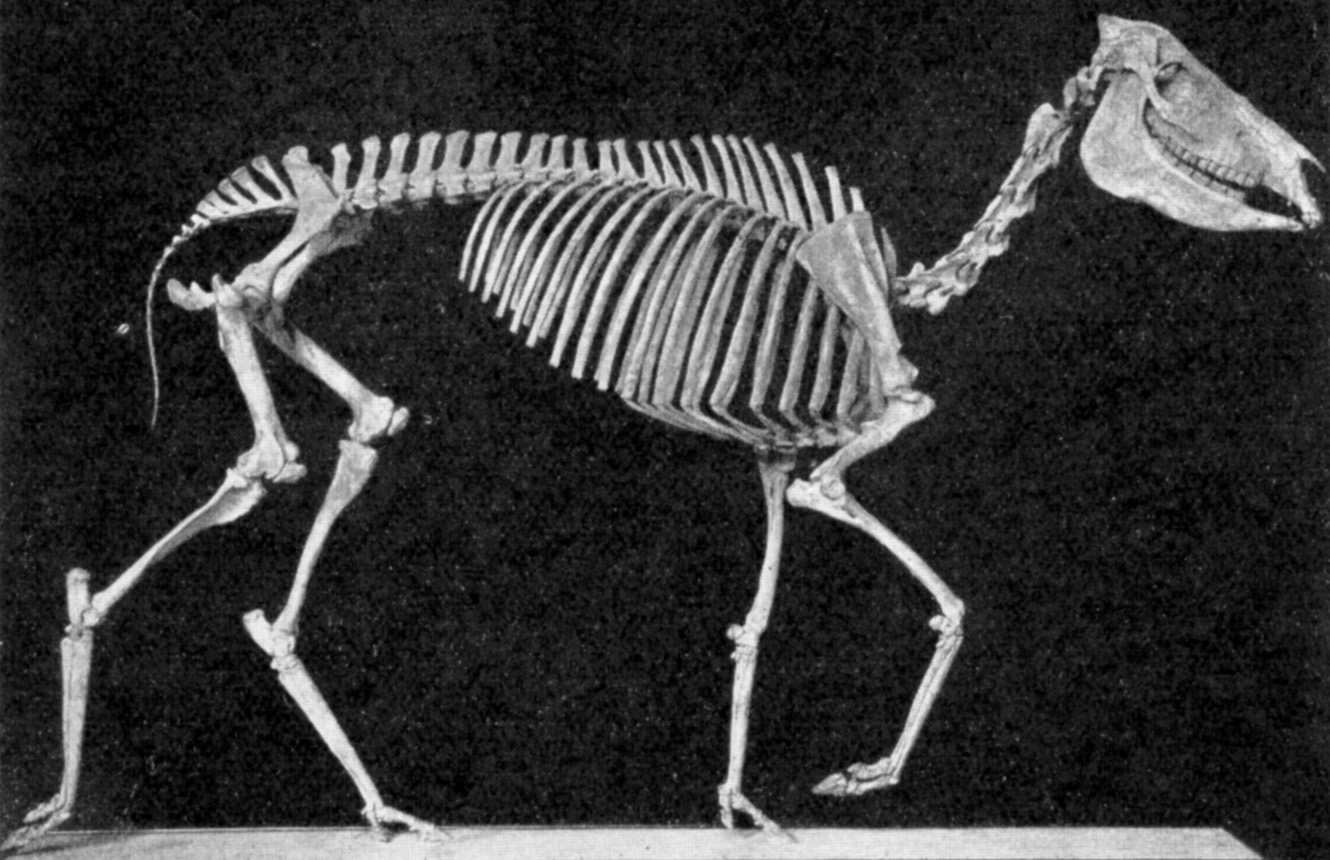
Esqueleto de Hipparion.

O Hipparion assemelhava-se ao cavalo contemporâneo, mas ainda possuía três vestígios de dedos para além do casco, que não chegavam a tocar no chão. Entretanto, grande parte do seu peso era sustentada por um grande dedo central, diferente dos outros. Tinha cerca de 1,5 metros à altura do ombro de um homem padrão.
Além disso, os Hipparion não possuíam o mecanismo que o cavalo possui como trava nos ossos de seu membros que os permite ficar em pé com um esforço mínimo. Uma grande cavidade óssea chamada pré-orbital havia nas laterais de seus focinhos, sendo maior nos machos, mas sua função segue desconhecida.
Sua relação com o cavalo é evidenciada devido a sua ligação ancestral com o Merychippus, seus primos distantes e prováveis ancestrais dos cavalos modernos.

## O grande sucesso Evolutivo
Seu sucesso evolutivo é testemunhado pela extrema abundância de restos fósseis atribuídos à extensa cobertura por sexo e espaço onde foram encontrados. O Hipparion era um dos herbívoros mais comuns do seu tempo e vivia em larga escala.
Em essência, seu desdobramento que o diferenciava da linhagem dos cavalos atuais, seus três dedos com o central desenvolvido, extingui-se sem deixar descendentes. Seus gêneros aparentados são Cormohipparion, Nannippus, Neohipparion.